# 低価格入札
低価格入札（ていかかくにゅうさつ）は、日本の公共事業の競争入札におけるダンピングの一種。採算が合わない価格帯の入札および落札をいう。

## 概要
2000年代前半、公共工事の調達において談合の疑いの高い（予定価格と差がない）落札率の実態が指摘されるようになり、一般競争入札の拡大（総合評価方式などの導入）や指名競争入札の指名要件の緩和などが行われた。この結果、一部では過度の競争が生じ、採算が採れない価格での落札が相次いだ。
また、IT分野の調達では、本来複数年度に渡って開発・調達されるシステムの入札に関し「初年度は入札で業者を選定し、次年度以降は同業者と随意契約する」契約モデルが半ば慣習化しており、その結果初年度の入札を取るため極端な低価格入札が行われることが多く、1989年の長野県立図書館の情報システム調達では「１円入札」が行われた。このような入札行動が行われる要因として、ソフトの納入で損をしてもハードの納入で儲ける、あるいは、いわゆるベンダーロックインにより中長期的な利益確保を図るという企業戦略があるとされる。このような調達構造がITゼネコンを生み出す一因となったともと言われている（詳細はITゼネコン#ITゼネコン登場の背景を参照）。
過去にはゆうちょ銀行の債券管理業務について、管理受託側の日本トラスティ・サービス信託銀行が約10億円を委託側のゆうちょ銀行に支払う「マイナス落札」すら行われた事例もある。

## 問題と対応
一般に落札率の基準になる予定価格は、平均的な労務費や資材費などを積み上げる積算により決定されるが、低価格入札で落札された工事では、建設作業員の賃金や福利厚生を切りつめる、規格や性能が指定されていない資材の品質を落とす行為は避けられず、結果的に労働災害の発生や質の劣る工事、手抜き工事が生じやすい状況となる。
このため、国では2005年に公共工事の品質確保の促進に関する法律を制定し、最低レベルの品質の確保を図っている。地方自治体も、増加する低価格入札に対処するため、2006年以降には国の法令や対応マニュアルに倣う形で、低価格入札発生時の調査等を取りまとめた要綱・要領を定めている。
なお、調査の結果等で合理的なコスト削減であると認められたときは落札になる。調査等に応じなかったときは、不誠実な対応として指名停止処分される。

## 調査
低価格入札の調査方法については、競争入札#低入札価格調査制度を参照のこと。